# Renée Zellweger
Renée Kathleen Zellweger (Katy (Texas), 25 april 1969) is een Amerikaanse filmactrice. Ze won in 2004 een Academy Award voor haar bijrol in Cold Mountain, nadat ze eerder ook was genomineerd in 2002 (voor Bridget Jones's Diary) en 2003 (voor Chicago). In 2020 won ze haar tweede Oscar voor de hoofdrol in de film Judy. Ze won daarnaast meer dan twintig andere acteerprijzen, waaronder een BAFTA Award voor Cold Mountain en Judy, Golden Globes voor Nurse Betty, Chicago, Cold Mountain en Judy en een Screen Actors Guild Award voor Chicago en Judy.

## Biografie
Renée Zellweger studeerde Engels aan de Universiteit van Texas in Austin. Hier ontdekte ze haar liefde voor acteren. Na het afstuderen deed ze audities voor films. Ze kreeg onder andere rolletjes in de films Reality Bites en The Return of the Texas Chainsaw Massacre. Haar eerste hoofdrollen waren in onafhankelijke producties als Love and a .45 en The Whole Wild World, waarmee ze opviel bij het alternatieve publiek.
In 1996 volgde de grote doorbraak met Jerry Maguire. In deze film speelde ze het liefje van Tom Cruise. De film was zeer succesvol, zowel bij de critici als bij het publiek. Hierna kreeg ze de hoofdrollen in de meest uiteenlopende films. In Nurse Betty uit 2000 speelt ze een serveerster die verliefd wordt op een soappersonage. Ze kreeg hiervoor de Golden Globe voor Beste Actrice in een Komedie.
Het daaropvolgende jaar kwam Bridget Jones's Diary, de verfilming van de bestseller met dezelfde titel. Voor haar rol als Bridget Jones kwam Renée Zellweger vele kilo's aan. Ze kreeg voor de rol een Oscarnominatie voor Beste Actrice. De tweede Oscarnominatie kwam in 2002 voor de musical Chicago, gebaseerd op de gelijknamige Broadwaymusical.
In 2003 speelde ze in Cold Mountain met Jude Law en de Oscarwinnares van 2002, Nicole Kidman. Voor deze rol kreeg ze haar derde Oscarnominatie, ditmaal die voor Beste Vrouwelijke Bijrol. Uiteindelijk won ze deze, na drie jaar achter elkaar genomineerd te zijn.
Op 9 mei 2005 trouwde ze met countryzanger Kenny Chesney, na eerdere relaties met onder andere George Clooney, White Stripes-frontman Jack White, Jim Carrey en Rory Cochrane. Op 15 september van hetzelfde jaar vroeg Zellweger een nietigverklaring aan, die in december 2005 werd verleend. Van december 2009 tot maart 2011 was ze samen met Bradley Cooper.
In oktober 2014 zorgde ze voor opschudding, nadat ze een cosmetische ingreep aan haar gezicht had ondergaan. Hoewel de operatie(s) goed gelukt zijn, is ze nagenoeg onherkenbaar ten opzichte van de voorgaande situatie.
Voor haar rol in de film Judy uit 2019 over de Amerikaanse zangeres en actrice Judy Garland ontving ze onder meer een Oscar voor Beste Actrice, een Golden Globe en een BAFTA Award.